# Postitida

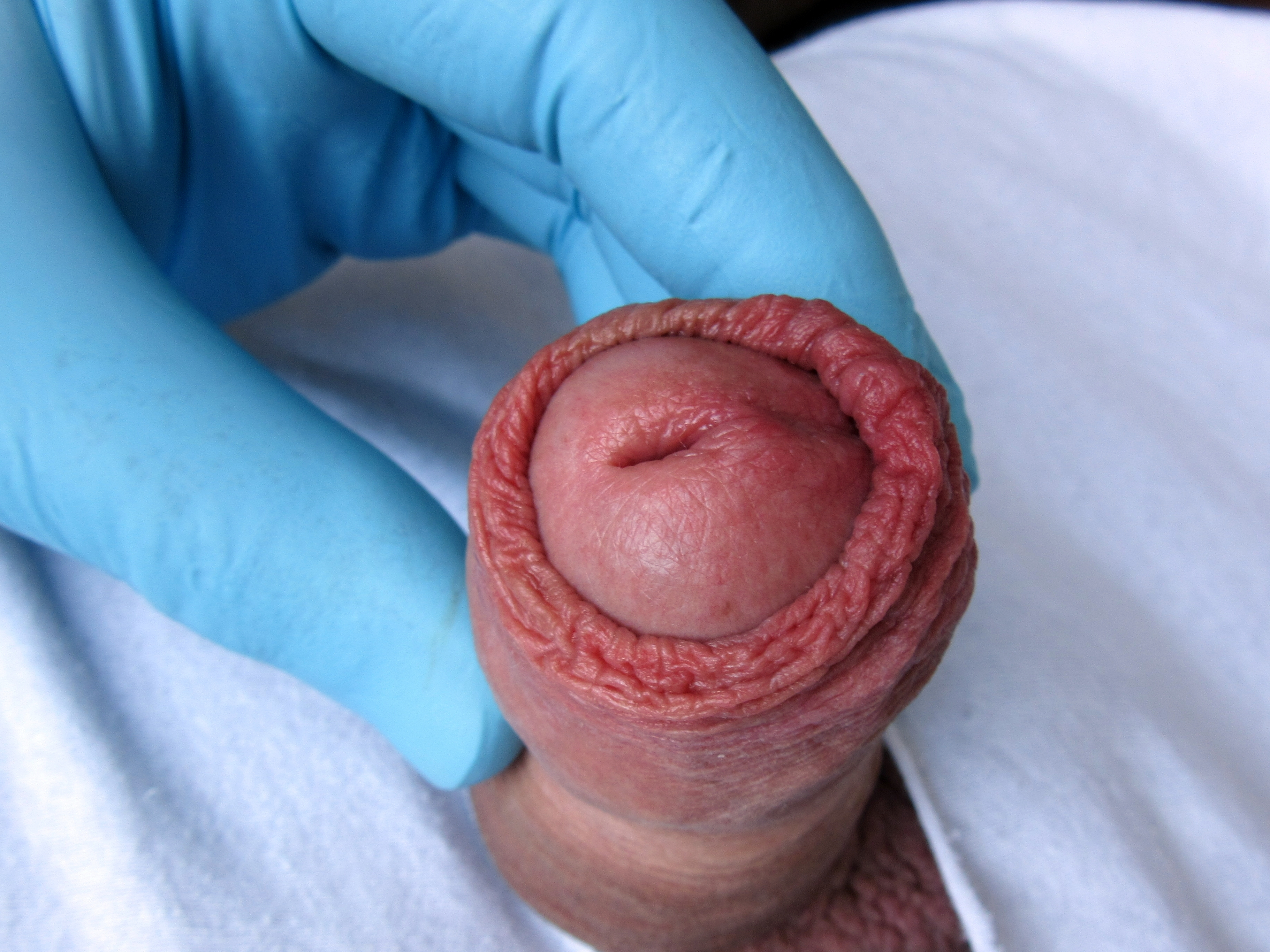
Postitida

Postitida (posthitis, z řeckého ποσθη – předkožka a -ιτις v terminologicky využívaném významu zánět) je zánět předkožky penisu. Je-li doprovázen i zánětem žaludu, nazývá se balanopostitida (a naopak samotný zánět žaludu se nazývá balanitida).
Vznik zánětu může být důsledkem infekce, nebo neinfekční příčiny, například kontaktní dermatitidy nebo psoriázy. Organismy způsobená postitida bývá zapříčiněna například kandidózou, chlamydiózou nebo kapavkou. Rizikovým faktorem je také cukrovka.
Základní prevencí proti samotné postitidě je důkladná hygiena, která však bývá u malých chlapců, kde ještě často nelze stáhnout předkožku, problematická. Trvalým řešením postitidy může být obřízka, tedy odstranění předkožky.
Následkem postitidy může dojít k fimóze, která dále komplikuje hygienu a zvyšuje pravděpodobnost balanopostitidy.